# Digest of International Law
Das Digest of International Law, seit 1973 unter dem Titel Digest of United States Practice in International Law, ist eine seit 1886 erscheinende Schriftenreihe des Außenministeriums der Vereinigten Staaten, die zu den wichtigsten Veröffentlichungen im Bereich des Völkerrechts zählt.
Die ersten Ausgaben, die umfassende Analysen ausgewählter Themen aus dem Bereich des internationalen Rechts enthielten, erschienen als mehrbändige Werke von enzyklopädischem Charakter. Herausgeber des ersten und 1886 in drei Bänden veröffentlichten Digest war Francis Wharton. Für die weiteren Ausgaben waren John Bassett Moore (1906, acht Bände), Green Haywood Hackworth (1940 bis 1944, acht Bände) und Marjorie Millace Whiteman (1963 bis 1972, 15 Bände) verantwortlich.
Beginnend mit dem Jahr 1973 änderten sich die inhaltliche Ausrichtung und die Erscheinungsweise. Schwerpunkt des nun jährlich veröffentlichten Digest ist seitdem die jahrbuchartige dokumentarische Zusammenfassung der Entwicklung des Völkerrechts im jeweils vorherigen Jahr, mit einem Fokus auf der entsprechenden Praxis der Vereinigten Staaten. Der jährliche Veröffentlichungsrhythmus wurde bis 1980 beibehalten. Für die Zeit von 1981 bis 1988 erschien zwischen 1993 und 1995 eine dreibändige Ausgabe. Von 1989 bis 1999 wurde das regelmäßige Erscheinen des Digest ausgesetzt.
Seit dem Jahr 2000 erscheint das Werk wieder jährlich. Darüber hinaus wurden 2003 ein Band für die Jahre 1989/1990 sowie drei Jahre später eine zweibändige Ausgabe für den Zeitraum von 1991 bis 1999 veröffentlicht. Von 1989 bis 2010 war Oxford University Press, der Universitätsverlag der University of Oxford, für die Veröffentlichung des Digest zuständig. Beginnend mit der Ausgabe für das Jahr 2011 erscheint das Werk ausschließlich online.